# 齊滅遂之戰
齊滅遂之戰發生於前681年，齊國滅亡遂國的一場戰爭。
遂國在春秋時代成為魯國的附庸國。前681年夏天，齊桓公攻克遂國以威懾魯庄公。